# تيم دي زيو
تيم دي زيو (بالهولندية: Tim de Zeeuw)‏ (و. 1956 – م) هو عالم فلك، وأستاذ جامعي من مملكة هولندا . وهو عضواً في الأكاديمية الملكية الهولندية للفنون والعلوم .

## مناصب
تولى منصب كبير الإداريين التنفيذيين، المرصد الأوروبي الجنوبي (منذ 1 سبتمبر 2007) .

## التعليم
تعلم في جامعة ليدن

## مناصب وهيئات
أدار جامعة ليدن.